# Eulepidotis atalanta
Eulepidotis atalanta är en fjärilsart som beskrevs av Bar 1876. Eulepidotis atalanta ingår i släktet Eulepidotis och familjen nattflyn. Inga underarter finns listade i Catalogue of Life.